# Gioia (Name)
Gioia ist ein weiblicher Vorname und ein Familienname.

## Herkunft und Bedeutung
Der Name Gioia ist italienischen Ursprungs und bedeutet Freude.

## Namensträgerinnen

### Vorname
- Gioia Barbieri (* 1991), italienische Tennisspielerin
- Gioia Benelli (* ?), italienische Dokumentarfilmerin und Regisseurin
- Gioia Gerber (* 1992; Künstlername Gioia), Schweizer Sängerin
- Gioia Marconi Braga (1916–1996), Tochter Guglielmo Marconis, Gründerin der Marconi Foundation, heute Marconi Society
- Gioia Osthoff (* 1990), deutsche Schauspielerin

### Familienname
- Alessandra Gioia (* 1980), italienische Sopranistin
- Dana Gioia (* 1950), US-amerikanischer Lyriker, Essayist und Literaturkritiker
- Flavio Gioia (13./14. Jahrhundert), italienischer Seefahrer
- Francesco Gioia (* 1938), Erzbischof der römisch-katholischen Kirche
- Gaetano Gioia (oder Gioja; 1764–1826), italienischer Tänzer und Choreograf
- Melchiorre Gioia (1767–1829), italienischer Chronist und Statistiker
- Roberto Di Gioia (* 1965), italienisch-deutscher Jazz-Pianist
- Ted Gioia (* 1957), US-amerikanischer Jazz- und Bluesautor, Jazzpianist, Komponist und Musikwissenschaftler
- Topo Gioia (1952–2024), argentinischer Perkussionist